# تشارلز روجرز (لاعب كرة قدم أمريكية أمريكي)
تشارلز روجرز (بالإنجليزية: Charles Rogers)‏ هو لاعب كرة قدم أمريكية أمريكي، ولد في 23 مايو 1981 في ساغيناو في الولايات المتحدة.

## وصلات خارجية
- تشارلز روجرز على موقع مرجع كرة القدم المحترفة.كوم (الإنجليزية)